# Connarus coriaceus
Connarus coriaceus är en tvåhjärtbladig växtart som beskrevs av Schellenb.. Connarus coriaceus ingår i släktet Connarus och familjen Connaraceae. Inga underarter finns listade i Catalogue of Life.